# Junonia terea
Junonia terea is een vlinder uit de familie Nymphalidae. De wetenschappelijke naam van deze soort werd voor het eerst voorgesteld als Papilio terea door Dru Drury in een publicatie uit 1773.

## Verspreiding
De soort komt algemeen voor in beboste delen van tropisch Afrika waaronder in Senegal, Gambia, Guinea-Bissau, Guinee, Sierra Leone, Liberia, Ivoorkust, Burkina Faso, Ghana, Togo, Benin, Nigeria, Kameroen, Equatoriaal-Guinea, Principe, Gabon, Centraal-Afrikaanse Republiek, Congo-Brazzaville, Congo-Kinshasa, Zuid-Soedan, Ethiopië, Somalië, Oeganda, West- en Midden-Kenia, Rwanda, Burundi, Noordwest-Tanzania en Angola.

## Ondersoorten
- Junonia terea terea (Drury, 1773) (Senegal, Gambia, Guinea-Bissau, Guinee, Sierra Leone, Liberia, Ivoorkust, Burkina Faso, Ghana, Togo, Benin, Nigeria, Kameroen, Equatoriaal-Guinea, Principe, Gabon, Centraal-Afrikaanse Republiek, Congo-Brazzaville, Congo-Kinshasa)
- Junonia terea fumata (Rothschild & Jordan, 1903) (Ethiopië, Somalië)
  - = Precis terea fumata Rothschild & Jordan, 1903
- Junonia terea tereoides (Butler, 1901) (Noord-Congo-Kinshasa, Zuid-Soedan, Oeganda, Midden-Kenia, Rwanda, Noordwest-Tanzania)
  - = Precis tereoides Butler, 1901